# Pandanus sierraleonensis
Pandanus sierraleonensis är en enhjärtbladig växtart som beskrevs av Huynh. Pandanus sierraleonensis ingår i släktet Pandanus och familjen Pandanaceae.
Artens utbredningsområde är Sierra Leone. Inga underarter finns listade.